# Yamil Ethit

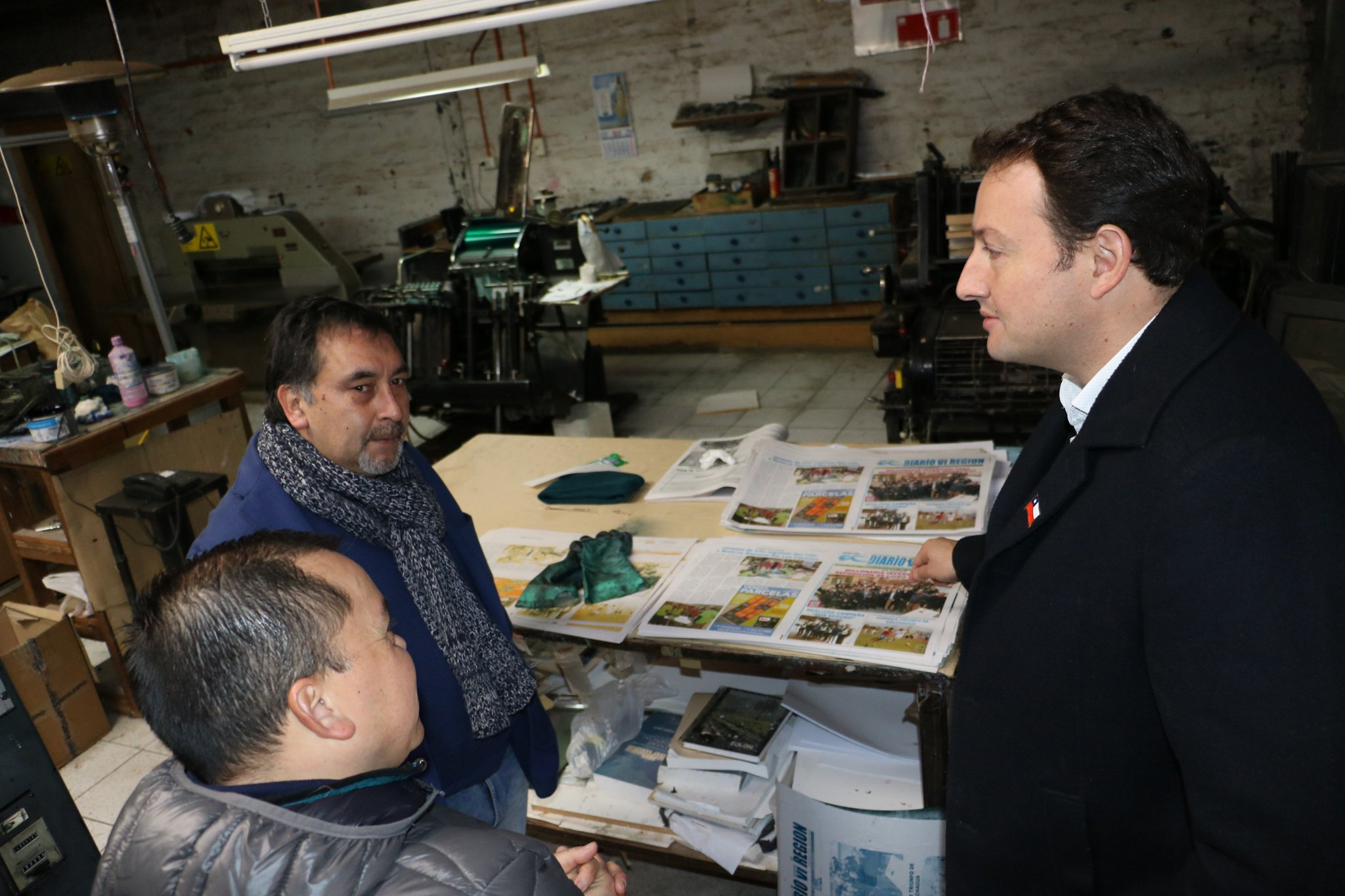
Ethit (a la derecha) visita dependencias de Diario VI Región, el 31 de julio del 2018.

Yamil Andrés Ethit Romero (Santa Cruz, Chile, 21 de agosto de 1981) es un abogado y político chileno, quien ejerció como gobernador de la provincia de Colchagua entre 2018 y 2020. Entre 2022 y 2023, ejerció como Core por Colchagua, actual alcalde de Santa Cruz.

## Biografía
Nacido en Santa Cruz, pertenece a una familia de comerciantes, Ethit es nieto de abuelos de origen palestino-árabe. Estudió derecho en la Universidad Internacional SEK, titulándose de dicha carrera. Es casado y padre de dos niños.

## Trayectoria pública y política
Trabajó en la unidad de víctimas de delitos violentos del Ministerio del Interior y Seguridad Pública. 
En el sector municipal fue asesor jurídico de la Municipalidad de Nancagua y de Chépica. También se desempeñó por años como dirigente de clubes deportivos. 
El 11 de marzo de 2018 asumió como gobernador de la provincia de Colchagua, designado por el presidente Sebastián Piñera. El día 20 de noviembre de 2020 Ethit hace efectiva la renuncia al cargo de gobernador para quedar habilitado legalmente frente a las elecciones parlamentarias de 2021.
En las elecciones municipales 2024, fue elegido alcalde por Santa Cruz.

## Historial electoral

### Elecciones Consejeros Regionales de 2021
- Elecciones de Consejeros Regionales de 2021, para la Circunscripción Provincial de Colchagua[6][7][8][9][10]

| Candidato                          | Pacto                                     | Partido    | Votos  | %     | Resultado |
| ---------------------------------- | ----------------------------------------- | ---------- | ------ | ----- | --------- |
| Yamil Andrés Ethit Romero          | Chile Vamos UDI - Indeps.                 | UDI        | 11.057 | 14,47 | Consejero |
| Luis Silva Sánchez                 | Chile Vamos UDI - Indeps.                 | Indep.-UDI | 3.539  | 4,63  | Consejero |
| Cristina Marchant Salinas          | Unidad Constituyente                      | Indep.     | 4.571  | 5,98  | Consejera |
| Natalia Tobar Morales              | Chile Vamos Evópoli - Indeps.             | Evópoli    | 4.571  | 5,98  | Consejera |
| Gerardo Esteban Contreras Jorquera | Chile Vamos Renovación Nacional - Indeps. | RN         | 4.143  | 5,42  | Consejero |
| Pablo Larenas Caro                 | Democracia Ciudadana                      | PDC        | 3.362  | 4,40  |           |

### Elecciones municipales de 2024
- Elecciones Alcalde de 2024, para Santa Cruz[11]